# Моцате
Моца̀те (на италиански: Mozzate; на ломбардски: Muzàa, Муцаа) е град и община в Северна Италия, провинция Комо, регион Ломбардия. Разположен е на 286 m надморска височина. Населението на общината е 8948 души (към 2017 г.).